# Liste des épisodes de One Piece (Saga Île céleste)
 (août 2025).
 (août 2025).
Si vous disposez d'ouvrages ou d'articles de référence ou si vous connaissez des sites web de qualité traitant du thème abordé ici, merci de compléter l'article en donnant les références utiles à sa vérifiabilité et en les liant à la section « Notes et références ».
Chronologie
Alabasta Water Seven
Cet article liste les épisodes de la saga Île Céleste de One Piece.

## Générique
Deux génériques ont été utilisés lors de la saga Île céleste :
- Hikari E de The Babystars (épisodes 136 à 168)
- Bon Voyage! de Bon-Bon Blanco (épisodes 169 à 206)

## Saison 5 (suite)

### ArcÎle des chèvres
Poursuivi par la Marine, l'équipage se réfugie sur une île habitée par un vieil homme et une multitude de chèvres.
| No       | Titre français                                                                     | Titre japonais                           | Titre japonais                                                | Date de 1re diffusion |
| No       | Titre français                                                                     | Kanji                                    | Rōmaji                                                        | Date de 1re diffusion |
| -------- | ---------------------------------------------------------------------------------- | ---------------------------------------- | ------------------------------------------------------------- | --------------------- |
| 136      | Zeny de l'Île aux chèvres ! Un bateau pirate dans la montagne !                    | ヤギの島のゼニィと山の中の海賊船！       | Yagi no shima no Zenny to yama no naka no kaizokusen !        | 8 décembre 2002       |
| [Filler] |                                                                                    |                                          |                                                               |                       |
| 137      | Alors, ça marche les affaires ? Le rêve de Zeny l'usurier !                        | 儲かりまっか？金貸しゼニィの野望！       | Mōkarimakka ? Kanekashi Zenny no yabō !                       | 15 décembre 2002      |
| [Filler] |                                                                                    |                                          |                                                               |                       |
| 138      | Le trésor caché de l'île aux chèvres ! L'équipage de Zeny le pirate à l'abordage ! | ヤギの島の秘宝！衝突海賊ゼニィの乗組員！ | Yagi no shima no hihō! Shōtotsu kaizoku Zenny no norikumi-in! | 22 décembre 2002,     |
| [Filler] |                                                                                    |                                          |                                                               |                       |

### ArcÎle de Ruruka
L'équipage débarque sur l'île de Ruruka, dirigée d'une main de fer par Wetton et au large de laquelle apparait une mystérieuse brume.
| No | Titre français                                                                           | Titre japonais                     | Titre japonais                                           | Date de 1re diffusion |
| No | Titre français                                                                           | Kanji                              | Rōmaji                                                   | Date de 1re diffusion |
| --- | ---------------------------------------------------------------------------------------- | ---------------------------------- | -------------------------------------------------------- | --------------------- |
| 139                                                                                                   | Une brume mystérieuse aux couleurs arc-en-ciel… Henzo, le vieil homme de l'île de Ruruka | 虹色の霧伝説！ルルカ島の老人ヘンゾ | Niji iro no kiri densetsu ! Ruruka shima no rōjin Henzo. | 5 janvier 2003        |
| L’Équipage de Chapeau de paille arrive sur une île où le prix des taxes est énormément cher. [Filler] |                                                                                          |                                    |                                                          |                       |
| 140                                                                                                   | Habitants d'un pays hors du temps. Les Pirates à la citrouille !                         | 永遠の国の住人！パンプキン海賊団！ | Eien no kuni no jūnin ! Pumpkin kaizokudan !             | 12 janvier 2003       |
| [Filler]                                                                                              |                                                                                          |                                    |                                                          |                       |
| 141                                                                                                   | Le mal du pays ! Un cimetière de pirates dont nul ne revient !                           | 故郷への想い！脱出不能の海賊墓場！ | Furusato e no omoi ! Dasshutsu funō no kaizoku hakaba !  | 19 janvier 2003       |
| [Filler]                                                                                              |                                                                                          |                                    |                                                          |                       |
| 142                                                                                                   | Bataille générale ! Le plan de Wetton et la Tour Arc-en-ciel                             | 乱戦必至！ウエットンの野望と虹の塔 | Ransen hisshi ! Wetton no yabou to niji no tou.          | 26 janvier 2003       |
| [Filler]                                                                                              |                                                                                          |                                    |                                                          |                       |
| 143                                                                                                   | La légende reprend ! L'aventure continue par delà la brume !                             | そして伝説が始まる！いざ虹の彼方へ | Soshite densetsu ga hajimaru ! Iza niji no kanata e.     | 2 février 2003        |
| [Chapitre 218]                                                                                        |                                                                                          |                                    |                                                          |                       |

## Saison 6

### ArcJaya
Après qu'un navire soit apparemment tombé du ciel le log pose se met a pointer étrangement vers les cieux.
| No | Titre français                                                                              | Titre japonais                                              | Titre japonais                                               | Date de 1re diffusion |
| No | Titre français                                                                              | Kanji                                                       | Rōmaji                                                       | Date de 1re diffusion |
| --- | ------------------------------------------------------------------------------------------- | ----------------------------------------------------------- | ------------------------------------------------------------ | --------------------- |
| 144 | Le Log détraqué ? Masira le roi du repêchage !                                              | 奪われた記録（ログ)！サルベージ王マシラ！                   | Ubawareta log ! Salvage ō Mashira !                          | 9 février 2003        |
| [Chapitre 218-219-220] En pleine mer, un navire tombe subitement du ciel à côté du Vogue Merry. Nami se demande si le Log Pose n'est pas cassé, car celui-ci pointe vers le ciel, Robin émet alors l'hypothèse d'une île céleste (une île flottant sur une mer de nuage) comme prochaine destination. Nami doute mais Robin lui rappelle que sur Grand Line le Log Pose est la seule chose sur laquelle on peut compter. Robin décide alors d'utiliser ses compétences d'archéologue pour en savoir un peu plus sur le navire, elle découvre qu'il venait du Royaume de Briss à South Blue pour une mission d'exploration il y a de ça 208 ans : le St-Briss. Luffy découvre une carte d'une île céleste sur les débris du bateau : Skypiea. Usopp fabrique un système de scaphandre permettant à Luffy, Zorro et Sanji d'aller explorer le navire, afin d'y découvrir des indices sur l'île céleste. Mais au loin un navire arrive, Masira (un homme/gorille) et son équipage veulent repêcher le navire échoué. Nos trois amis empêchent les hommes de Masira d'atteindre le St-Briss mais Masira est tellement idiot qu'il ne comprend pas que ce sont l'équipage au chapeau de paille les fautifs. Luffy, Zorro et Sanji explorent le St-Briss, des sabres rouillés, des squelettes transpercés par des lances et des coffres vides... Mais Masira parvient à accrocher le St-Briss et commence à le renflouer grâce à de l'air injecté par lui-même. Luffy et les autres continus de mener la vie dure aux hommes de Masira sous l'eau, qui décide donc de plonger. Luffy, Zorro et Sanji peuvent enlever leur scaphandre grâce à tout l'air qui est envoyé dans le navire. Ils font la rencontre de Masira qui tombe sous le charme des remarques/compliments de Luffy. Mais une énorme tortue arrive des bas fonds de l'océan et dévore le St-Briss. |                                                                                             |                                                             |                                                              |                       |
| 145 | Apparition de monstres ! N'approchez pas de Barbe Blanche !                                 | 怪物登場！ 白ひげ一味には手を出すな                         | Kaibutsu tōjō ! Shirohige ichimi ni wa te o dasu na.         | 16 février 2003,      |
| [Chapitre 221-222-233] |                                                                                             |                                                             |                                                              |                       |
| 146 | Arrêtez de rêver ! Mock Town, la ville méprisante !                                         | 夢を見るな！嘲りの街モックタウン！                          | Yume o miru na ! Azakeri no machi Mock Town !                | 23 février 2003       |
| [Chapitre 222-223-224] |                                                                                             |                                                             |                                                              |                       |
| F4 | One Piece : L’Aventure sans issue                                                           | デッドエンドの冒険                                          | Deddo Endo no Bōken                                          | 1er mars 2003         |
| 147 | Des pirates distingués ! L'homme racontant ses rêves et le roi de la fouille sous-marine    | 海賊の高み！夢を語る男と海底探索王                          | Kaizoku no takami ! Yume o kataru otoko to kaitei tansaku ō. | 9 mars 2003           |
| [Chapitre 225-226] |                                                                                             |                                                             |                                                              |                       |
| 148 | Une famille légendaire ! Norland le menteur                                                 | 伝説の一族！「うそつきノーランド」                          | Densetsu no ichizoku ! "Usotsuki Norland".                   | 16 mars 2003          |
| [Chapitre 227-228] |                                                                                             |                                                             |                                                              |                       |
| 149 | Cap sur les nuages ! À la recherche du South Bird                                           | 雲舵いっぱい！サウスバードを追え！                          | Kumo kaji ippai ! Southbird o oe.                            | 23 mars 2003          |
| [Chapitre 229-230] |                                                                                             |                                                             |                                                              |                       |
| SP 2 | Ouverture vers la grande bleue ! L'immense rêve d'un papa                                   | 大海原にひらけ!でっかいでっカイ父の夢                       | Oounabara ni hirake ! Dekkai dekkai chichi no yume !         | 6 avril 2003          |
| 150 | Les rêves ne se réalisent pas ? Bellamy contre les Forces Spéciales Simiesques              | 幻想は叶わない！？ ベラミ－ＶＳ猿山連合                     | Yume wa kanawanai !? Bellamy tai Saruyama rengō.             | 13 avril 2003         |
| [Chapitre 231-232] |                                                                                             |                                                             |                                                              |                       |
| 151 | L'homme qui valait 100 millions ! Le plus grand conseil du monde et Barbe Noire le pirate ! | 一億の男！世界最高権力と海賊黒ひげ                          | Ichioku no otoko ! Sekai saikō kenryoku to kaizoku Kurohige. | 20 avril 2003         |
| [Chapitre 232-233-234] |                                                                                             |                                                             |                                                              |                       |
| 152 | Le bateau part dans le ciel ! Chevauchons le Knock-Up Stream                                | 船は空をゆく！ 突き上げる海流(ノックアップストリーム)に乗れ | Fune wa sora o yuku ! Knock-Up Stream ni nore.               | 27 avril 2003         |
| [Chapitre 235-236] |                                                                                             |                                                             |                                                              |                       |

### ArcSkypiea
Arrivé dans la mer de nuages, l'équipage au chapeau de paille se rend bien vite compte que cet endroit paradisiaque renferme de nombreux mystères et est en proie à bien des tourments.
| No | Titre français                                                                      | Titre japonais                                                 | Titre japonais                                                  | Date de 1re diffusion |
| No | Titre français                                                                      | Kanji                                                          | Rōmaji                                                          | Date de 1re diffusion |
| --- | ----------------------------------------------------------------------------------- | -------------------------------------------------------------- | --------------------------------------------------------------- | --------------------- |
| 153 | La mer de nuages. Le chevalier des Cieux et la porte du Paradis                     | ここは空の海！ 空の騎士と天国の門                              | Koko wa sora no umi ! Sora no kishi to tengoku no mon.          | 4 mai 2003            |
| [Chapitre 237-238] |                                                                                     |                                                                |                                                                 |                       |
| 154 | Skypiea, le royaume divin. Les anges de la plage des nuages                         | 神の国スカイピア！ 雲の渚の天使たち                            | Kami no kuni Skypiea ! Kumo no nagisa no tenshi tachi.          | 11 mai 2003           |
| [Chapitre 239-240] |                                                                                     |                                                                |                                                                 |                       |
| 155 | Terre sainte interdite ! L'île de Dieu et du jugement divin !                       | 禁断の聖地！神の住む島と天の裁き！                             | Kindan no seichi ! Kami no sumu shima to ten no sabaki.         | 18 mai 2003           |
| [Chapitre 241] |                                                                                     |                                                                |                                                                 |                       |
| 156 | Déjà des criminels ! Les défenseurs de la loi de Skypiea                            | 早くも犯罪者！？ スカイピアの法の番人                          | Hayaku mo hanzaisha !? Skypiea no hō no bannin.                 | 8 juin 2003,          |
| [Chapitre 242] |                                                                                     |                                                                |                                                                 |                       |
| 157 | Pourra-t-on s'en tirer ? Les ordalies commencent !                                  | 脱出なるか！？動きはじめた神の試練！                           | Dasshutsu naru ka !? Ugokihajimeta kami no shiren !             | 15 juin 2003          |
| [Chapitre 243] |                                                                                     |                                                                |                                                                 |                       |
| 158 | Piège à Lovely Street ! Ener, le Dieu tout-puissant                                 | ラブリー通りの罠！ 全能なる神(ゴッド)エネル                    | Lovely doori no wana ! Zennō naru God Enel.                     | 22 juin 2003          |
| [Chapitre 244] - Luffy, Sanji et Usopp embarquent sur le Corbeau à Lovely Street pour se rendre à Upper Yard, vers l'Autel Sacrificiel. |                                                                                     |                                                                |                                                                 |                       |
| 159 | En avant, le Corbeau ! Droit sur l'autel sacrificiel                                | すすめカラス丸！ 生贄の祭壇を目指せ                            | Susume Karasumaru ! Ikenie no saidan o mezase.                  | 6 juillet 2003        |
| [Chapitre 245] - Alors que Chopper, Zoro, Robin et Nami sont coincés sur l'Autel Sacrificiel, Luffy, Sanji et Usopp tentent de les rejoindre. |                                                                                     |                                                                |                                                                 |                       |
| 160 | Chances de survie : 10 % ! Le prélat Satori et le pouvoir du Mantra !               | 生存率10％！心綱(マントラ)使いの神官サトリ！                   | Seizonritsu jū paasento ! Mantra tsukai no shinkan Satori !     | 13 juillet 2003       |
| [Chapitre 246-247] |                                                                                     |                                                                |                                                                 |                       |
| 161 | Les dangers de l'Ordalie des ballons ! Combat à mort dans la forêt de l'égarement ! | 「玉の試練」の脅威！迷いの森の死闘                             | "Tama no shiren" no kyōi ! Mayoi no mori no shitō.              | 20 juillet 2003       |
| [Chapitre 247] |                                                                                     |                                                                |                                                                 |                       |
| 162 | Chopper en danger ! L'ancien Dieu face au prélat Shura                              | チョッパー危うし！元神ＶＳ神官シュラ                           | Chopper ayaushi ! Moto kami tai shinkan Shura.                  | 3 août 2003           |
| [Chapitre 248-249] |                                                                                     |                                                                |                                                                 |                       |
| 163 | Quel mystère ! Ordalie des fils et ordalie de l'amour                               | 摩訶不思議！紐の試練と恋の試練！？                             | Makafushigi ! Himo no shiren to koi no shiren !?                | 10 août 2003          |
| [Chapitre 249-250] |                                                                                     |                                                                |                                                                 |                       |
| 164 | Ranimons la flamme de Shandora ! Wiper le guerrier                                  | シャンドラの灯を燈せ！ 戦士ワイパー                            | Shandra no hi o tomose ! Senshi Wiper.                          | 17 août 2003          |
| [Chapitre 251] |                                                                                     |                                                                |                                                                 |                       |
| 165 | Jaya, la cité d'or dans le ciel ! Objectif : le sanctuaire divin !                  | 天空の黄金郷ジャヤ！目指せ神の社！                             | Tenkū no ōgonkyō Jaya ! Mezase kami no yashiro !                | 24 août 2003          |
| [Chapitre 252] |                                                                                     |                                                                |                                                                 |                       |
| 166 | La veillée de la ruée vers l'or ! Nos pensées vont à la Vearth !                    | 黄金前夜祭！「ヴァース」への想い！                             | Ōgon zen'yasai ! "Vearth" e no omoi !                           | 7 septembre 2003      |
| [Chapitre 253] |                                                                                     |                                                                |                                                                 |                       |
| 167 | Le Dieu Ener apparaît ! Aubade pour les survivants !                                | 神(ゴッド)・エネル登場！！生き残りへの夜明曲(オーパード)       | God Enel tōjō !! Ikinokori e no Aubade.                         | 21 septembre 2003     |
| [Chapitre 254] |                                                                                     |                                                                |                                                                 |                       |
| 168 | Les crocs du serpent ! Le jeu de survie débute !                                    | 牙むく大蛇！遂に始まる生き残り合戦(サバイバルゲーム)           | Kiba muku uwabami! Tsui ni hajimaru Survival Game.              | 12 octobre 2003       |
| [Chapitre 255-256] |                                                                                     |                                                                |                                                                 |                       |
| 169 | Le Reject, une arme suicidaire ? Wiper le démon est bien résolu !                   | 捨て身の排撃(リジェクト)！「戦鬼」ワイパーの覚悟               | Sutemi no Reject! "Senki" Wiper no kakugo.                      | 19 octobre 2003       |
| [Chapitre 256-257-258] |                                                                                     |                                                                |                                                                 |                       |
| 170 | Duel aérien acharné ! Zoro le pirate face au guerrier Braham                        | 空中の激戦！海賊ゾロＶＳ戦士ブラハム                           | Kūchū no gekisen ! Kaizoku Zoro tai senshi Braham.              | 19 octobre 2003       |
| [Chapitre 258-259] |                                                                                     |                                                                |                                                                 |                       |
| 171 | Le hurlement du Burn Bazooka ! Luffy le pirate face à Wiper, le démon furieux       | 唸る燃焼砲（バーンバズーカー）！！ルフィＶＳ戦鬼ワイパー       | Unaru Burn Bazooka !! Luffy tai Senki Wiper.                    | 26 octobre 2003       |
| [Chapitre 260-261] |                                                                                     |                                                                |                                                                 |                       |
| 172 | L'ordalie des marais. Chopper le pirate contre Gedatsu le prélat                    | 沼の試練！チョッパーＶＳ神官ゲダツ！！                         | Numa no shiren ! Chopper tai shinkan Gedatsu !!                 | 2 novembre 2003       |
| [Chapitre 261-262-263] |                                                                                     |                                                                |                                                                 |                       |
| 173 | Une puissance invincible ! La vraie nature d'Ener enfin révélée !                   | 無敵の能力！明かされるエネルの正体                             | Muteki no nōryoku ! Akasareru Enel no shōtai.                   | 9 novembre 2003       |
| [Chapitre 263-264] |                                                                                     |                                                                |                                                                 |                       |
| 174 | La cité perdue existe bel et bien ! Les magnifiques ruines de Shandora              | 幻の都！雄大なるシャンドラの遺跡！！                           | Maboroshi no miyako ! Yūdai naru Shandra no iseki !!            | 16 novembre 2003      |
| [Chapitre 263-264-265-266-268-272] |                                                                                     |                                                                |                                                                 |                       |
| SP 3 | Protégeons-la ! La dernière grande scène                                            | 守れ！最後の大舞台                                             | Mamore ! Saigo no oobutai                                       | 14 décembre 2003      |
| 175 | Chances de survie : 0 % ! Chopper le pirate contre Om le prélat                     | 生存率０%！！チョッパーＶＳ神官オーム                          | Seizonritsu 0% !! Chopper tai shinkan Ohm.                      | 21 décembre 2003      |
| [Chapitre 266-267] |                                                                                     |                                                                |                                                                 |                       |
| 176 | Escaladons le Giant Jack ! Lutte mortelle dans les ruines supérieures !             | “巨大豆蔓”(ジャイアントジャック)を登れ！！ 上層遺跡の死闘      | Giant Jack o nobore !! Jōsō iseki no shitō                      | 4 janvier 2004        |
| [Chapitre 268-269] |                                                                                     |                                                                |                                                                 |                       |
| 177 | L'ultime épreuve de l'Ordalie du fer ! Le barbelé blanc de la mort !                | 鉄の試練の真骨頂！白荊デスマッチ！！                           | Tetsu no shiren no shinkotchou ! Shiroi bara Death match !!     | 18 janvier 2004       |
| [Chapitre 270-271] |                                                                                     |                                                                |                                                                 |                       |
| 178 | Une lame jaillissante ! Zoro le pirate contre le prélat Om !                        | ほとばしる斬撃！ゾロＶＳ神官オーム！！                         | Hotobashiru zangeki ! Zoro tai shinkan Ohm !!                   | 25 janvier 2004       |
| [Chapitre 271-272] |                                                                                     |                                                                |                                                                 |                       |
| 179 | Les ruines supérieures s'effondrent ! Quintet pour un final                         | 崩れゆく上層遺跡！終曲(フィナーレ)への五重奏(クインテット)！！ | Kuzureyuku jōsō iseki ! Finale e no Quintet!!                   | 1er février 2004      |
| [Chapitre 272-273] |                                                                                     |                                                                |                                                                 |                       |
| 180 | Affrontement dans les ruines antiques ! Le but du Dieu Ener                         | 古代遺跡の対決！神(ゴット)・エネルの目的！！                   | Kodai iseki no taiketsu ! God Enel no mokuteki !!               | 8 février 2004        |
| [Chapitre 274-275] |                                                                                     |                                                                |                                                                 |                       |
| 181 | La Fairy Vearth pour ambition ! L'arche Maxim !                                     | 限りない大地(フェアリーヴァース)への野望 方舟マクシム！！      | Fairy Vearth e no yabō Hakobune Maxim !!                        | 15 février 2004       |
| [Chapitre 275-276-277] - Wiper a réussi à battre Ener grâce au granit marin. Mais Ener redémarre son cœur avec son pouvoir et se ressuscite. Tous sont terrassés et Ener encore sonné libère une grande quantité d'électricité, ce qui met à terre tous les survivants. Nami est la seule survivante et décide de s'allier avec lui, vu qu'elle pense que personne ne pourra le battre. |                                                                                     |                                                                |                                                                 |                       |
| 182 | Enfin, ils s'affrontent ! Luffy le pirate contre le Dieu Ener !                     | 遂に激突！海賊ルフィＶＳ神(ゴット)・エネル！！                 | Tsui ni gekitotsu ! Kaizoku Luffy tai God Enel !!               | 22 février 2004       |
| [Chapitre 276-277-278-279] - Tandis que Luffy fonce au combat contre Ener, Conis tente de convaincre les habitants de partir de l'île. |                                                                                     |                                                                |                                                                 |                       |
| 183 | Le Maxim s'envole ! Le Despair entre en action !                                    | マクシム浮上！動き始めたデスピア！！                           | Maxim fujō ! Ugokihajimeta Deathpiea !!                         | 29 février 2004       |
| [Chapitre 280-281] - Ener se rend compte que l'électricité ne peut rien contre le caoutchouc, une matière de la mer bleue, mais qu'elle se découpe facilement. Il utilise donc sa lance et son Mentra pour contrer Luffy. Entre-temps, les habitants de Skypiea consentent à prévenir les Shantia pour fuir ensemble. Mais Ener commence à s'en prendre aux îles par le biais des nuages d'orages, jusqu'à ce que Luffy ne trouve le moyen d'éviter son Mentra ! Il commence par le rouer de coups jusqu'à ce qu'il tombe mais ça ne suffit pas pour vaincre Ener. Il se relève et reprend l'avantage. |                                                                                     |                                                                |                                                                 |                       |
| F5 | One Piece : La Malédiction de l'épée sacrée                                         | 呪われた聖剣                                                   | Norowareta Seiken Ōkoku                                         | 6 mars 2004           |
| 184 | La chute de Luffy ! Le jugement divin et le souhait de Nami                         | ルフィ落下！神の裁きとナミの望み！！                           | Luffy rakka ! Kami no sabaki to Nami no nozomi !!               | 7 mars 2004           |
| [Chapitre 282-283] - L'arche Maxim s'envole progressivement, et Ener se sert de la chaleur de l'électricité pour piéger Luffy. Peu après, Sanji se réveille et décide d'aller sauver Nami, accompagné par Usopp. Mais celle-ci projette de se défendre seule. |                                                                                     |                                                                |                                                                 |                       |
| 185 | Deux héros se réveillent ! Combat pour un amour enflammé !                          | 目覚めた二人！燃える恋の救出前線！！                           | Mezameta futari ! Moeru koi no kyūshutsu zensen !!              | 14 mars 2004          |
| [Chapitre 283-284] |                                                                                     |                                                                |                                                                 |                       |
| 186 | Capriccio du désespoir ! Destruction imminente de l'île céleste !                   | 絶望への狂想曲(カプリッチョ) 迫り来る空島の消滅！！            | Zetsubō e no Capriccio Semarikuru sorajima no shōmetsu !!       | 21 mars 2004          |
| [Chapitre 284-285-286] |                                                                                     |                                                                |                                                                 |                       |
| 187 | Guidés par le son de la cloche ! Le grand guerrier et l'explorateur                 | 鐘の音の導き！大戦士と探検家の物語                             | Kane no ne no michibiki ! Dai senshi to tankenka no monogatari. | 28 mars 2004          |
| [Chapitre 286-287-288] |                                                                                     |                                                                |                                                                 |                       |
| 188 | La malédiction est levée ! Les larmes du grand guerrier                             | 呪縛からの解放！大戦士が流した涙！！                           | Jubaku kara no kaihō ! Dai senshi ga nagashita namida !!        | 28 mars 2004          |
| [Chapitre 289-290-291] |                                                                                     |                                                                |                                                                 |                       |
| 189 | Des amis éternels ! La cloche du serment résonne à travers la mer !                 | 永遠の親友！大海原に響く誓いの鐘！！                           | Eien no shinyū ! Oounabara ni hibiku chikai no kane !!          | 4 avril 2004          |
| [Chapitre 291-292-293] |                                                                                     |                                                                |                                                                 |                       |
| 190 | Angel Island est anéantie ! L'effet dévastateur du Raigo                            | エンジェル島消滅！雷迎降臨の恐怖！！                           | Angel tō shōmetsu ! Raigō kōrin no kyōfu !!                     | 25 avril 2004         |
| [Chapitre 294-295] |                                                                                     |                                                                |                                                                 |                       |
| 191 | Abattez le Giant Jack ! Un ultime espoir de fuite !                                 | 巨大豆蔓(ジャイアントジャック)を倒せ！脱出への最後の望み       | Giant Jack o taose ! Dasshutsu e no saigo no nozomi.            | 2 mai 2004            |
| [Chapitre 295-296-297] |                                                                                     |                                                                |                                                                 |                       |
| 192 | Miracle sur l'île sacrée ! Love Song pour les anges                                 | 神の国の奇跡！天使に届いた島の歌声(ラブソング)！！             | Kami no kuni no kiseki ! Tenshi ni todoita Love Song !!         | 9 mai 2004            |
| [Chapitre 297-298] - Ener lance sa plus puissante attaque sur l'île et Luffy tente de l'en empêcher. |                                                                                     |                                                                |                                                                 |                       |
| 193 | Le combat est terminé ! Une fantaisie résonne fièrement au loin                     | 戦いの終焉！遠く響く誇り高き幻想曲(ファンタジア)               | Tatakai no shūen ! Tooku hibiku hokoritakaki Fantasia.          | 23 mai 2004           |
| [Chapitre 299-300] |                                                                                     |                                                                |                                                                 |                       |
| 194 | J'étais en ces lieux ! L'histoire tissée au fil des Ponéglyphes !                   | 我ここに至る！歴史の本文(ポーネグリプ)が紡ぐもの               | Ware koko ni itaru ! Poneglyph ga tsumugu mono.                 | 6 juin 2004           |
| [Chapitre 301] |                                                                                     |                                                                |                                                                 |                       |
| 195 | Retour à la Mer Bleue ! Une dernière partition chargée d'émotions !                 | いざ青海へ！！想いが織りなす最終楽章                           | Iza seikai e !! Omoi ga orinasu saishū gakushō.                 | 13 juin 2004          |
| [Chapitre 302-303] |                                                                                     |                                                                |                                                                 |                       |

## Saison 7

### ArcG-8
De retour sur la mer bleue après les événements de Skypiea, le Vogue Merry chute depuis les cieux et atterrit en plein milieu d'une base navale de la Marine, le G-8.
| No | Titre français                                                                   | Titre japonais                     | Titre japonais                                          | Date de 1re diffusion |
| No | Titre français                                                                   | Kanji                              | Rōmaji                                                  | Date de 1re diffusion |
| --- | -------------------------------------------------------------------------------- | ---------------------------------- | ------------------------------------------------------- | --------------------- |
| 196 | État d'alerte déclaré ! Un bateau de pirates notoires s'est infiltré !           | 非常事態発令！悪名高き海賊船潜入！ | Hijō jitai hatsurei ! Akumei takaki kaizokusen sennyū ! | 20 juin 2004          |
| Quand l'équipage atteint la mer bleue, ils atterrissent dans la base navale de la marine dont on ne peut plus s'échapper ! Ils décident de se cacher jusqu'au lendemain afin de retrouver le Vogue Merry que la marine avait confisqué, et trouver des informations sur les lieux pour pouvoir s'enfuir ! |                                                                                  |                                    |                                                         |                       |
| 197 | Sanji le cuistot ! Prouver sa valeur dans les cuisines de la Marine !            | 料理人サンジ！海軍食堂で真価発揮！ | Ryōrinin Sanji ! Kaigun shokudō de shinka hakki !       | 4 juillet 2004        |
| L'équipage s'étant divisé en plusieurs groupes, Luffy et Sanji se font passer pour des cuisiniers de la Marine et Nami se fait passer pour une concierge. |                                                                                  |                                    |                                                         |                       |
| 198 | Zoro est capturé ! Chopper opère d’urgence !                                     | 囚われたゾロとチョッパー緊急執刀！ | Torawareta Zoro to Chopper kinkyū shittō !              | 11 juillet 2004       |
| Zoro se fait capturer en se faisant voir en train de récupérer ses sabres et Nami qui en avait marre de faire le ménage se fait alors passer pour une infirmière aux côtés de Chopper qui lui se fait passer pour un médecin. |                                                                                  |                                    |                                                         |                       |
| 199 | Le filet se resserre ! Une seconde arrestation !                                 | 迫る海軍の捜査網！囚われた二人目！ | Semaru kaigun no sōsamō ! Torawareta futarime !         | 18 juillet 2004       |
| Luffy et Sanji se font repérer par le chef de la Marine et Usopp se fait passer un agent de la Marine, mais le trouvant louche, on l'emmène dans la cabine du capitaine Jonathan. Celui-ci lui demande son nom et ne dit rien car il dit que c'est un secret alors ils pensent que c'est un inspecteur. Le chef ne le croit pas quand il voit le véritable inspecteur arriver qui n'est autre que Robin et dit qu'elle n'a jamais vu Usopp et se fait donc arrêter et se mettre dans la même cellule que Zoro. |                                                                                  |                                    |                                                         |                       |
| 200 | La détermination de Luffy et Sanji ! Le grand plan de sauvetage !                | 決死のルフィとサンジ！救出大作戦！ | Kesshi no Luffy to Sanji ! Kyūshutsu dai sakusen !      | 8 août 2004           |
| 201 | L'unité spéciale "Sang bouillonnant" entre en scène ! Affrontement sur le pont ! | 熱血特別部隊参戦！ブリッジ攻防戦！ | Nekketsu tokubetsu butai sansen ! Bridge kōbōsen!       | 5 septembre 2004      |
| 202 | Il faut forcer le barrage ! Le Vogue Merry est retrouvé                          | 包囲網突破！奪還ゴーイングメリー号 | Hōimō toppa ! Dakkan Going Merry Gō                     | 12 septembre 2004     |
| 203 | Le bateau pirate a disparu ! Bataille de la forteresse, 2e round                 | 消えた海賊船！要塞攻防第２ラウンド | Kieta kaizokusen ! Yōsai kōbō dai ni round.             | 19 septembre 2004     |
| [Chapitre 303 + filler] |                                                                                  |                                    |                                                         |                       |
| 204 | Double mission : Récupérer l'or et récupérer le Waver                            | 黄金奪還作戦とウエイバー回収作戦！ | Ōgon dakkan sakusen to Waver kaishū sakusen !           | 3 octobre 2004        |
| 205 | Un coup de filet stratégique ! Le plan secret de Jonathan !                      | 一網打尽計画！ジョナサン自信の秘策 | Ichimō dajin keikaku ! Jonathan jishin no hisaku.       | 3 octobre 2004        |
| 206 | Adieu à la forteresse de la Marine ! Dernier combat pour l'évasion               | さらば海軍要塞！脱出への最後の攻防 | Saraba kaigun yōsai ! Dasshutsu e no saigo no kōbō      | 10 octobre 2004       |

### Épisodes japonais
1. ↑  (ja) "種目別高世帯視聴率番組10 Vol.49 2002年 12月2日(月)~12月8日(日)". Video Research. Archivé depuis l'original le 21 sept. 2005. Consulté le 4 mars 2009.
2. ↑  (ja) "種目別高世帯視聴率番組10 Vol.50 2002年 12月9日(月)~12月15日(日)". Video Research. Archiveé depuis l'original le 13 septembre 2005. Consulté le 4 mars 2009.
3. ↑  "種目別高世帯視聴率番組10 Vol.51 2002年 12月16日(月)~12月22日(日)". Video Research. Archivé depuis l'original le 12 janvier 2006. Consulté le 4 mars 2009.
4. ↑  (en) « ワンピース », Fuji Television (consulté le 5 mars 2009)
5. ↑  (ja) « お年玉を使わなくてもﾄﾞｷﾄﾞｷ 夢いっぱい! 衝撃と笑劇のお正月大ｱﾆﾒShow!! », Fuji Television (consulté le 5 mars 2009)
6. ↑  (ja) "種目別高世帯視聴率番組10 Vol.2 2003年 1月6日(月)~1月12日(日)". Video Research. Archivé depuis l'original le 12 septembre 2006. Consulté le 4 mars 2009.
7. ↑  (ja) "種目別高世帯視聴率番組10 Vol.3 2003年 1月13日(月)~1月19日(日)". Video Research. Archivé depuis l'original le 1er septembre 2005. Consulté le 4 mars 2009.
8. ↑  (ja) "種目別高世帯視聴率番組10 Vol.4 2003年 1月20日(月)~1月26日(日)". Video Research. Archivé depuis l'original le 9 septembre 2005. Consulté le 4 mars 2009.
9. ↑  (ja) "種目別高世帯視聴率番組10 Vol.5 2003年 1月27日(月)~2月2日(日)". Video Research. Archivé depuis l'original le 10 septembre 2006. Consulté le 4 mars 2009.
10. 1 2  (ja) « ワンピース 放送内容一覧 », Fuji Television (consulté le 16 mars 2009)
11. ↑  '(ja) "種目別高世帯視聴率番組10 Vol.6 2003年 2月3日(月)~2月9日(日)". Video Research. Archivé depuis  l'original le 28 avril 2005. Consulté le 20 octobre 2009.
12. ↑  (ja) Backnum 2003 — 1. Consulté le 7 octobre 2012.
13. ↑  (en) « ワンピース », Fuji Television (consulté le 5 mars 2009)
14. ↑  (ja) Backnum 2003 — 2. Consulté le 7 octobre 2012.
15. ↑  (ja) Backnum 2003 — 3. Consulté le 7 octobre 2012.
16. ↑  (ja) Backnum 2003 — 4. Consulté le 7 octobre 2012.
17. ↑  (ja) Backnum 2003 — 5. Consulté le 7 octobre 2012.
18. ↑  (ja) Backnum 2003 — 6. Consulté le 7 octobre 2012.
19. ↑  (ja) Backnum 2003 — 7. Consulté le 7 octobre 2012.
20. ↑  (ja) Backnum 2003 — 8. Consulté le 7 octobre 2012.
21. ↑  (ja) Backnum 2003 — 9. Consulté le 7 octobre 2012.
22. ↑  (ja) Backnum 2003 — 10. Consulté le 7 octobre 2012.
23. ↑  (ja) Backnum 2003 — 11. Consulté le 7 octobre 2012.
24. ↑  (ja) Backnum 2003 — 12. Consulté le 7 octobre 2012.
25. 1 2  (ja) « ワンピース », Fuji Television (consulté le 6 mars 2009)
26. ↑  (ja) Backnum 2003 — 13. Consulté le 7 octobre 2012.
27. ↑  (ja) Backnum 2003 — 14. Consulté le 7 octobre 2012.
28. ↑  (ja) Backnum 2003 — 20040603205949. Consulté le 7 octobre 2012.
29. ↑  (ja) Backnum 2003 — 20040611034752. Consulté le 7 octobre 2012.
30. ↑  (ja) Backnum 2003 — 20040615191032. Consulté le 7 octobre 2012.
31. ↑  (ja) Backnum 2003 — 20040703110725. Consulté le 7 octobre 2012.
32. ↑  (ja) Backnum 2003 — 20040708065901. Consulté le 7 octobre 2012.
33. ↑  (ja) Backnum 2003 — 20040718013216. Consulté le 7 octobre 2012.
34. ↑  (ja) Backnum 2003 — 20040720010213. Consulté le 7 octobre 2012.
35. ↑  (ja) Backnum 2003 — 20040828041410. Consulté le 7 octobre 2012.
36. ↑  (ja) Backnum 2003 — 20040913013001. Consulté le 7 octobre 2012.
37. ↑  (ja) Backnum 2003 — 20041010005101. Consulté le 7 octobre 2012.

### Épisodes français
1. 1 2 3 4 5 6 7 8  Épisodes 131 à 143, kana.fr
2. 1 2 3 4 5 6 7 8 9 10 11 12 13  Épisodes 144 à 156, kana.fr
3. 1 2 3 4 5 6 7 8 9 10 11 12 13  Épisodes 157 à 169, kana.fr
4. 1 2 3 4 5 6 7 8 9 10 11 12 13  Épisodes 170 à 182, kana.fr
5. 1 2 3 4 5 6 7 8 9 10 11 12 13  Épisodes 183 à 195, kana.fr
6. 1 2 3 4 5 6 7 8 9 10 11  Épisodes 196 à 206, kana.fr